# Djuna Barnes
Djuna Barnes (Cornwall-on-Hudson, 12 de junio de 1892-Greenwich Village, 18 de junio de 1982) fue una artista, poeta, ilustradora, periodista y escritora estadounidense.

## Trayectoria
Nació en Cornwall-on-Hudson, una colonia de artistas de Nueva York, sus padres, Henry Budington Barnes y Elizabeth Chappel, habían estudiado violín en Inglaterra antes de casarse y se divorciaron en 1913. Su padre y su abuela le transmitieron un gran aprecio por el arte (el hogar de los Barnes era constantemente frecuentado por grandes artistas como Jack London y Franz Liszt). No tuvo una educación formal porque su padre creía que el sistema público era inadecuado, y por lo tanto sentía que la enseñanza en el hogar era mucho más beneficiosa. Con 20 años y mientras estudiaba en el instituto, comenzó su carrera como reportera e ilustradora para el Brooklyn Eagle. Su madre y su abuela se encargaron de su educación. A los 16 años fue violada, parece ser que por un vecino y con el consentimiento de su padre, o posiblemente por su padre mismo. Mencionó este hecho de forma lateral en su primera novela Ryder, y más directamente en su obra Antiphon. Las referencias sexuales explícitas en la correspondencia con su abuela, con la cual compartió cama durante años, sugieren el incesto, pero la abuela Zelda que hacía cuarenta años que había muerto cuando se escribió la obra, quedó fuera de sus acusaciones.
Se trasladó a Greenwich Village. Allí trabajó como periodista en el Brooklyn Daily Eagle, un periódico sensacionalista. Para escribir un artículo sobre la alimentación a la fuerza que se hacía a las sufragistas, ella misma sufrió esa experiencia. El artículo era acompañado por una fotografía en la que estaba rodeada de doctores que le obligaban a ingerir los alimentos atada.
En 1921 marchó a París. Allí mantuvo una relación con la artista Thelma Wood, entre 1921 y 1929, a la que consideró el amor de su vida y a la que convirtió en la protagonista de su novela El bosque de la noche, publicada en 1936, en la que la autora noveló su relación lésbica.
Pasó una larga temporada en París donde llevó una vida bohemia en plena eclosión de las vanguardias; y recorrió Europa.  En esos años publicó: Ryder y El almanaque de las mujeres (Ladies Almanack9.
Entre sus amistades, destacan nombres como Ezra Pound, James Joyce, Gertrude Stein, Robert McAlmon, Natalie Barney,  Kay Boyle, Eugenio Montale, Elsa von Freytag-Loringhoven o Janet Flanner en París y E. E. Cummings y Peggy Guggenheim en Estados Unidos.
Tras el estallido de la Segunda Guerra Mundial, Barnes regresó a Nueva York, ciudad en la que permaneció hasta su muerte en 1982. Durante este período escribió la obra de teatro The Antiphon (1960) y la colección de poemas Creatures in an Alphabet (Criaturas en un alfabeto).
Fue la amistad con Guggenheim, coleccionista de arte, la que le permitió mostrar su faceta como artista plástica, participando en la exposición "The Exhibition by 31 Women"  que tuvo lugar en la Galería  Art of This Century. Algunas de sus obras están expuestas en el Museo de Arte Moderno de Nueva York.
Mujer rebelde, deseosa de probar cualquier experiencia nueva y transgresora de la moral burguesa, de la política y de las convenciones artísticas, plasmó su vida en sus obras, en las que aparecen el inconsciente, el onirismo, el lesbianismo, la transgresión y la fascinación.

## Obras
- El libro de las mujeres repulsivas (The Book of Repulsive Women: 8 Rhythms and 5 Drawings) (1915)
- Three from the Earth (1919) (obra de teatro)
- Kurzy from the Sea (1920) (obra de teatro)
- An Irish Triangle (1921) (obra de teatro)
- She Tells Her Daughter (1923) (obra de teatro)
- Un libro (A Book) (1923)
- El almanaque de las mujeres (Ladies Almanack showing their Signs and their Tides; their Moons and their Changes; the Seasons as it is with them; their Eclipses and Equinoxes; as well as a full Record of diurnal and nocturnal Distempers, written & illustrated by a lady of fashion) (1928)
- Ryder (Ryder) (1928)
- Una noche entre los caballos (A Night Among the Horses) (1929)
- El bosque de la noche (Nightwood) (1936)
- The Antiphon (La antífona) (1958) (obra de teatro)
- El vertedero (Spillway) (1962)
- Selected Works (1962)
- Vagaries Malicieux (1974)
- Criaturas en un alfabeto (Creatures in an Alphabet) (1982)
- Humo y otras historias tempranas (Smoke and Other Early Stories) (1982)
- I Could Never Be Lonely without a Husband: Interviews by Djuna Barnes (1987) (ed. por A Barry)
- Djuna Barnes's New York (1989)
- At the Roots of the Stars: The Short Plays (1995)
- La madre de Poe (Poe's Mother: Selected Drawings) (1996)
- Collected Stories of Djuna Barnes (1996)